# 2016年夏季奥林匹克运动会中国花样游泳队
花样游泳为女子水上项目，于1984年洛杉矶奥运会正式成为奥运比赛项目，分单人、双人两项；至1996年改为集体赛，设双人和团体两个项目，至2000年改为双人和团体两个项目。参加2016年夏季奥林匹克运动会的中国花样游泳队一行共计15人，其中运动员9人，教练4人。本屆奧運为中國第五次參與該項目，并获得银牌。

## 人员构成
教练（4人）：藤木麻佑子、汪洁、郑嘉、浅岡良信；

管理：白慕炜，医生：任素春；

运动员（9人）：呙俐、黄雪辰、孙文雁、顾笑、梁馨枰、汤梦妮、尹成昕、曾珍、李晓璐。